# Johann Wilhelm Zinkeisen
Pour les articles homonymes, voir Zinkeisen.
Johann Wilhelm Zinkeisen (1803–1863) est un historien allemand, spécialiste notamment de la Grèce et de l'Empire ottoman. Il est notamment l'auteur d'une « Histoire de l'Empire ottoman en Europe » (Geschichte des osmanischen Reichs in Europa, 7 volumes).

## Biographie
Zinkeisen étudie la théologie puis l'histoire à Iéna et à Göttingen, et obtient en 1826 son doctorat à Dresde, où il devient professeur au Blochmannschen Institut, où il donne également des conférences sur l'histoire grecque.
Il fut également le rédacteur en chef du journal prussien Preußische Staats-Zeitung.

## Publications
- Geschichte Griechenlands vom anfange geschichtlicher kunde bis auf unsere tage, J. A. Barth, Leipzig, 1832
- Geschichte des osmanischen Reichs in Europa, 7 volumes, F. Perthes, Hamburg & Gotha, 1840–1863
- Der Jakobinerklub, Berlin, 1852–1853
- Drei Denkschriften über die orientalische Frage, Gotha, 1854